# Formaldehyd
Formaldehyd (IUPAC navn: methanal) er det simpleste medlem af stofgruppen aldehyder. Ved stuetemperatur optræder stoffet som en giftig gasart med en skarp, stikkende lugt. Stoffet blev opdaget i 1859 af den russiske kemiker Aleksandr Butlerov.

## Fremstilling
Industrielt fremstilles formaldehyd ud fra metanol ved hjælp af en katalysator. Ved temperaturer omkring 400 °C kan man over et katalysatormateriale blandet af et jernoxid og molybdæn få metanolen til at oxidere til formaldehyd og vanddamp, mens man over en katalysator af sølv og temperaturer omkring 650 °C kan få metanolen til at fraspalte brint, hvorved der dannes formaldehyd.

## Miljøforhold
Formaldehyd-baserede kunststoffer bruges i en række bygningsmaterialer, og disse materialer afgiver ganske langsomt formaldehyd til omgivelserne. Af den grund er der risiko for at stoffet opkoncentreres i indendørsmiljøet.

## Tekniske anvendelser
En vandig opløsning kaldes formalin. Formaldehyd slår de fleste bakterier ihjel, så en opløsning af stoffet er almindeligt brugt som desinfektionsmiddel, eller til at fiksere og konservere biologiske præparater (dyr i formalin). Formaldehyd får proteinerne i præparaterne til at stivne. Da formaldehyden langsomt omdannes til myresyre, er formalin ikke egnet til konservering af præparater med kalkholdige skaller.
Mere end halvdelen af den formaldehyd der produceres, bruges i fremstillingen af polymerer, bl.a. bakelit, og andre kemikalier. Sammen med fenol, melamin eller urinstof danner formaldehyd kunststoffer der bruges i lim i blandt andet krydsfiner og spånplade. Stoffet indgår også i fremstillingen af maling og sprængstof.

## Sundhed og sygdom
Formaldehyd er 10. juni 2011 optaget på NIOSHs liste stoffer, der fremkalder kræft hos mennesker.
Ved koncentrationer over 0,1 ppm irriterer formaldehyd-dampe øjne og slimhinder, og man får rindende øjne, hovedpine, svien i svælget og åndedrætsbesvær.
Indtagelse af større doser, f.eks. ved at drikke opløsninger af formaldehyd, kan være dræbende, fordi kroppen nedbryder stoffet til myresyre, hvorved blodet forsures.
Formaldehyd er i stand til at "låse" proteiner fast på DNA: Forsøgsdyr der gennem hele deres liv har inhaleret store doser formaldehyd, udvikler flere tilfælde af kræft i næse og svælg – et træk man har genfundet blandt arbejdere på spånpladefabrikker.

Dog er der undersøgelser der tyder på, at formaldehyd i de koncentrationer som bygningsmaterialer afgiver i vore huse, ikke har nogen kræftfremkaldende virkning.

## Tobak
Tobak indeholder også stoffet formaldehyd, samt benzen, nitrosaminer og cyanbrinte.